# 普通羊肚菌
普通羊肚菌（學名：Morchella vulgaris）是羊肚菌屬的一種真菌，最早於1801年由克里斯蒂安·亨德里克·珀森發表描述，當時被視為美味羊肚菌（M. esculenta）的一個變型，1821年，英國真菌學家塞缪尔·弗里德里克·格雷將普通羊肚菌提升為一獨立物種。
本種因形態變異很大，分類地位曾多次變動，有時被視為美味羊肚菌的變種，有時本種之下還有其他變種或變型被發表描述。2014年，一篇分子種系發生學研究以rDNA、RNA聚合酶Ⅱ次單元與真核延伸因子1等基因序列分析羊肚菌屬物種的親緣關係，確認本種為一獨立物種。

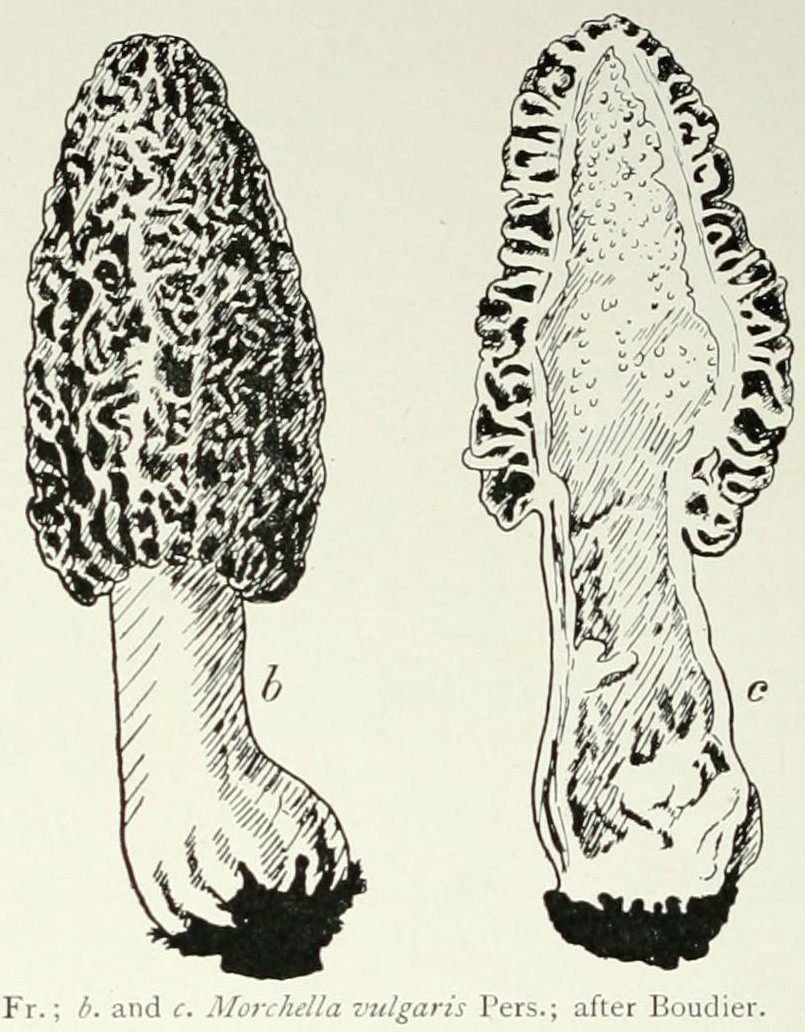
普通羊肚菌的插圖

## 外部連結
- 普通羊肚菌在Index Fungorum中的資訊